# Kojetická pahorkatina
Kojetická pahorkatina je geomorfologický okrsek na severozápadě Českobrodské tabule, ležící v okresech Mělník a Praha-východ ve Středočeském kraji a na území hlavního města Prahy.

## Poloha a sídla

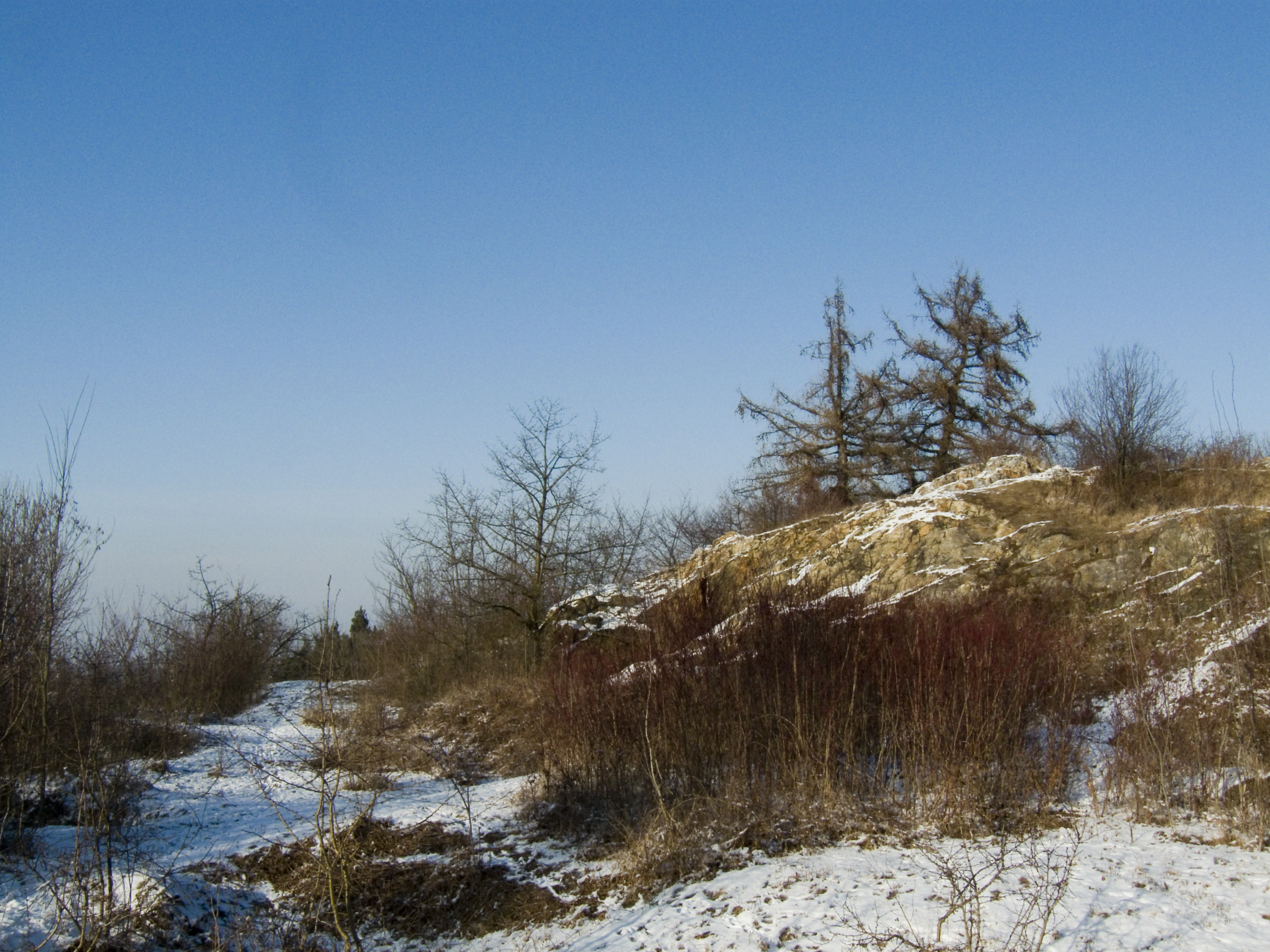
Vrch Kuchyňka (Přírodní památka)

Území okrsku leží zhruba mezi sídly Kralupy nad Vltavou (na západě), Neratovice (na severu), Mratín (na severovýchodě), Brandýs nad Labem (na východě), Čakovice (na jihu), Líbeznice a Odolena Voda (na jihozápadě). Uvnitř okrsku leží jen obce, např. Kojetice, podle kterých je okrsek pojmenován, dále Bašť, Měšice či Přezletice.

## Geomorfologické členění
Okrsek Kojetická pahorkatina (dle značení Jaromíra Demka VIB–3E–1) náleží do celku Středolabská tabule a podcelku Českobrodská tabule.
Dále se člení na podokrsky Kozomínská pahorkatina na severozápadě, Předbojská pahorkatina uprostřed a Přezletická tabule na jihovýchodě.
Pahorkatina sousedí s dalšími okrsky Středolabské tabule (Labsko-vltavská niva na západě a východě, Vojkovická rovina na severu, Kostelecká rovina na severovýchodě a Čakovická tabule na jihu a jihovýchodě) a s celkem Pražská plošina na jihozápadě.

## Významné vrcholy
Nejvyšší bod Kojetické pahorkatiny je Čenkov (288 m n. m.)
- Čenkov (288 m), Kozomínská pahorkatina
- Na skalách (265 m), Kozomínská pahorkatina
- Zabitý kopec (264 m), Přezletická tabule
- Špičák (250 m), Kozomínská pahorkatina
- Kuchyňka (242 m), Přezletická tabule
- Kopeč (228 m), Kozomínská pahorkatina